# STREET FIGHTER II Image Album -G.S.M. CAPCOM-
『STREET FIGHTER II Image Album -G.S.M.CAPCOM-』（ストリートファイターツーイメージアルバムジーエスエムカプコンフォー）は、日本のゲームミュージックアルバムである。

## 解説
アーケードゲーム『ストリートファイターII』『U.S.NAVY』『マジックソード』『チキチキボーイズ』『ファイナルファイト』の合同オリジナルサウンドトラック『STREET FIGHTER II -G.S.M.CAPCOM 4-』から8か月ぶりのアルバムである。
今作品が『ストII』限定では初のゲームミュージックであり、初のアレンジアルバムである。
初回特典はジャケットと同じイラストの化粧紙のカバー。ジャケットは茶色の地に初出典が新声社ゲーメストムック『ストリートファイターII』で起用された『ストII』キャラクター全員の集合イラストを採用。裏は『ストII』キャラクター全員アーケードゲーム版のVS.画面を起用している。

## 収録曲
1. Theme of World Warriors （TITLE DEMO）
2. Go Flying Through the Air （RYU）
3. Meditations of Yogi （DHALSIM）
4. Solid and Tough （ZANGIEF）
5. Power of Four （FOUR DEVAS OF MEDLEY）
6. He is a Japanese "Sumo" Wrestler （E. HONDA）
7. A Violent Emotion （GUILE）
8. To Your Heart with Passion （CHUN LI）
9. The Naked Man （BLANKA）
10. Fight it Out （KEN）